# Thuit-Hébert
Thuit-Hébert – miejscowość i dawna gmina we Francji, w regionie Normandia, w departamencie Eure. W 2013 roku jej populacja wynosiła 325 mieszkańców. 
W dniu 1 stycznia 2016 roku z połączenia trzech ówczesnych gmin – Bosc-Bénard-Commin, Bourgtheroulde-Infreville oraz Thuit-Hébert – utworzono nową gminę Grand Bourgtheroulde. Siedzibą gminy została miejscowość Bourgtheroulde-Infreville. 